# 1992 YB
1992 YB är en asteroid i huvudbältet som upptäcktes den 16 december 1992 av den japanska astronomen Takeshi Urata vid Nihondaira-observatoriet.
Asteroiden har en diameter på ungefär 5 kilometer.